# 威羅布克州立學校
威羅布克州立學校（英語：Willowbrook State School）美国一所為智力殘疾儿童設立的州立機構，位於纽约史泰登岛附近的威羅布克。学校從1930年代开始使用至1987年。
這所學校原本設計容納4,000人，但在1965年有6,000人，是當時美國最大的为智力殘障人士所设立的公立機構。由于惡劣條件和有問題的醫學實驗，罗伯·肯尼迪稱其为“疯人院”。
公眾呼籲使得它在1987年關閉，也使得联邦进行民权立法，保護智障人士。

## 外部連結
- Photos of the remaining buildings in 2011